# Rio Ronco
O Ronco é um rio italiano, afluente do rio Montone.
As batalhas de Ravena, em 1512, entre o conjugadas papais e espanholas contra os franceses, e a Batalha do Ronco, durante as Guerras Napoleônicas, tiveram lugar em suas margens.